# Меденосный пояс Центральной Африки

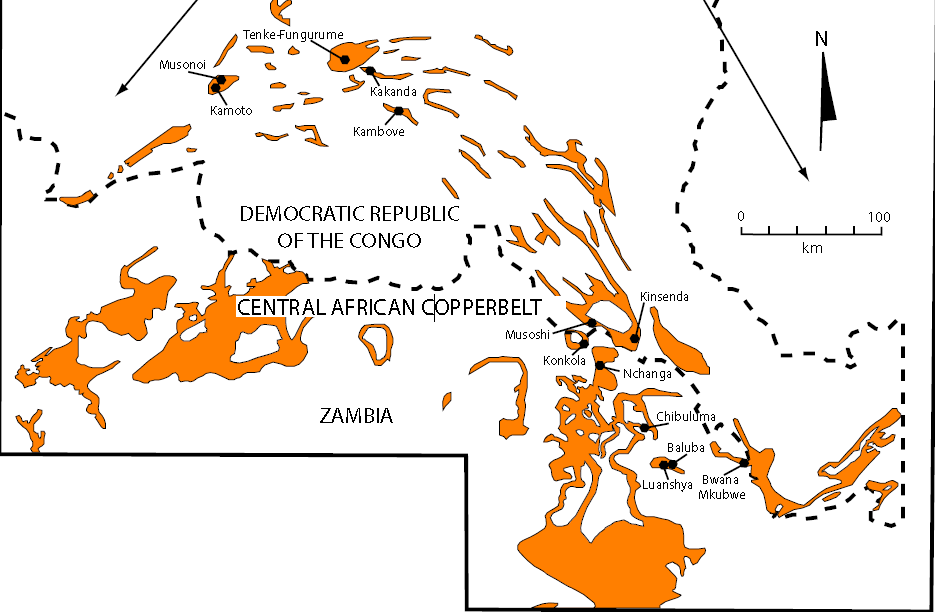
Меденосный пояс в Центральной Африке

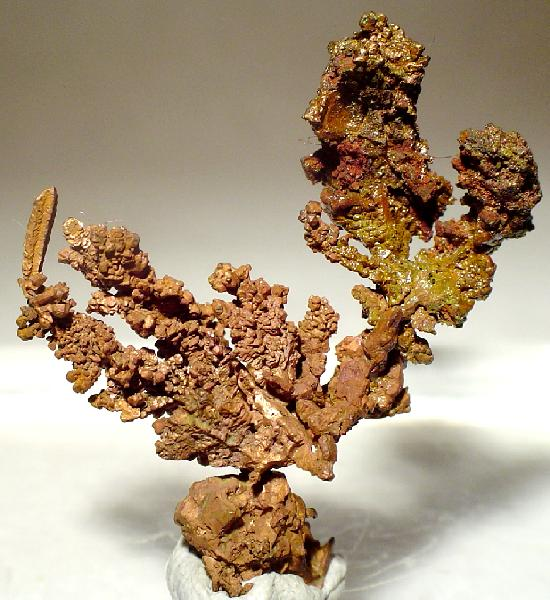
Самородок меди, Замбия

Меденосный пояс — природный регион в Центральной Африке, расположенный на севере Замбии и южной части Демократической Республики Конго. Протяжённость вдоль водораздела рек Конго и Замбези — 450 км, ширина 45-75 км. Известен как район добычи медной руды, кобальта и малахита. Включает в себя провинцию Коппербелт Замбии (районы около городов Ндола, Китве, Чингола, Луаншья и Муфулира) и провинцию Верхняя Катанга (районы около городов Лубумбаши, Колвези и Ликаси).
Общие запасы более чем 100 месторождений превышают 110 млн тонн меди в рудах, содержащих 1-10 % меди и 0,3 % кобальта. Разработка преимущественно подземным способом.

## История

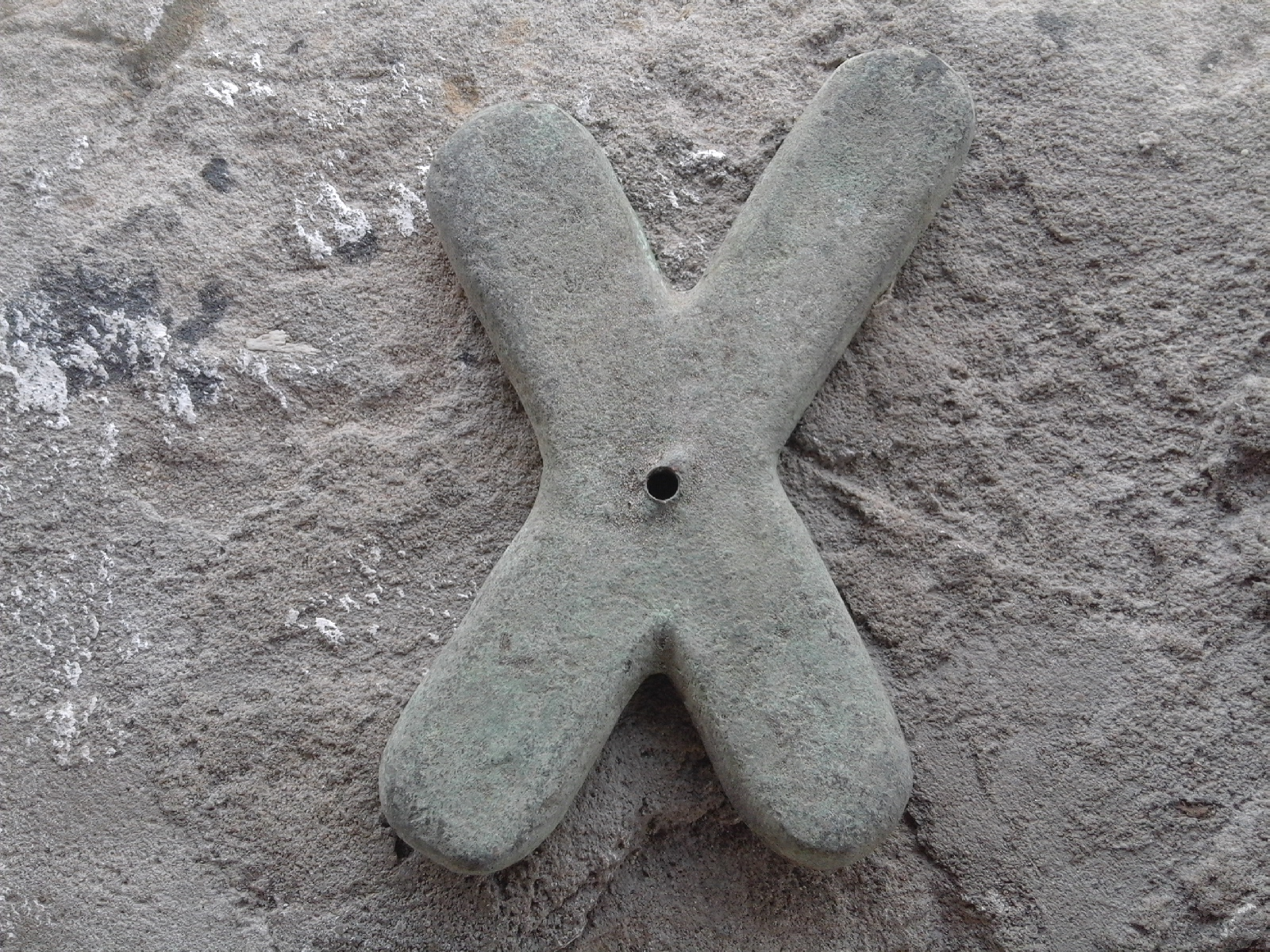
Доколониальная монета из провинции Катанга

Открытие месторождений меди связывают с американским разведчиком и путешественником Фредериком Расселом Бёрнхемом, который в 1895 году участвовал в экспедиции, обнаружившей большие залежи меди в Центральной Африке.. Он отметил сходство этих месторождений с месторождениями в США, а также наблюдал местных жителей, носивших медные браслеты.

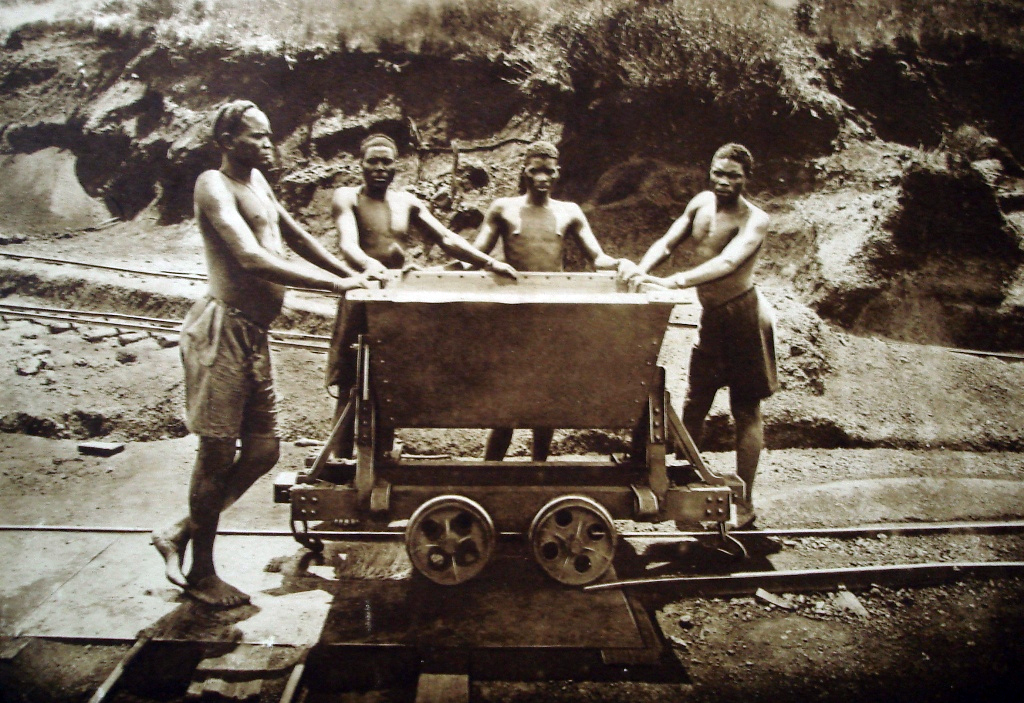
Руандийские мигранты на медных рудниках Конго во времена Бельгийского Конго

В своём сообщении Британской Южно-Африканской компании Бёрнхем писал:
Примерно на 200 миль севернее водопада на реке Инкалла и в 12 милях от реки Кафуэ на высоком плато находится возможно величайшее месторождение меди на континенте. Местные жители издавна добывали здесь руду, можно увидеть их старые отвалы, добывают и по сей день. Залежи очень обширные и достигают провинции Катанга...
Возрастающее использование меди способно сделать медь одним из самых ценных продуктов... Медные рудники в Монтане и Аризоне доказали свою большую ценность по сравнению с золотыми приисками, несмотря на то, что медь нужно транспортировать тысячи миль по железной дороге к портам...
В 50-е годы XX века в Медном поясе добывалось меди больше всего в мире.